# Guillaume Lasceux
Guillaume Lasceux (* 3. Februar 1740 in Poissy, heute im Département Yvelines; † 1831 in Paris) war ein französischer Komponist und Organist.

## Leben und Wirken
Guillaume Lasceux begann 1758 seine Tätigkeit als Organist an der Pfarrkirche Saint-Martin de Chevreuse bei Paris. Ab 1762 war er während fünf Jahren Kompositionsschüler bei Charles Noblet (1715–1769), dem Organisten und Cembalisten der königlichen Oper. Dann folgte er im Jahr 1769 in Paris auf die Organistenstelle an der Klosterkirche der Mathurins, die dem Trinitarierorden gehörte. Im gleichen Jahr fügte er dieser Tätigkeit die Organistenstelle an Saint Aure hinzu und zehn Jahre später die Stelle am Kloster von Minimes am Pariser Place Royal; hinzu kamen danach ähnliche Positionen am Collège de Navarre und am Séminaire Saint-Magloire. Ab dem Jahr 1769 vertrat er auch den seit 1726 angestellten Claude-Nicolas Ingrain an der Pariser Kirche Saint-Étienne-du-Mont. 1774 wurde Lasceux dort der offizielle Stelleninhaber.
Mit Ausbruch der Französischen Revolution 1789 verlor er die meisten seiner Ämter. Die Kirche Saint-Étienne-du-Mont war in einen Tempel der Frömmigkeits-Kinder für die Théophilanthropen umgewandelt worden; hier verdiente er seinen Lebensunterhalt als musikalischer Begleiter der Feierlichkeiten. Nachdem im Jahr 1803 die katholischen Gottesdienste wieder eingeführt worden waren, setzte er hier seine Tätigkeit fort. Nach 50 Jahren Dienst in der gleichen Pfarrei nahm er am 2. Januar 1819 von seinem Beruf als liturgischer Organist Abschied. Der Tag seines Todes im Jahr 1831 ist nicht überliefert.

## Bedeutung
Lasceux kann in der französischen Orgel- und Kirchenmusik durch sein langes Leben als Bindeglied zwischen dem 18. und 19. Jahrhundert gelten. Zu Lebzeiten war er ein anerkannter Virtuose auf der Orgel, auf dem Cembalo und auf dem Pianoforte; berühmt war er durch seine Improvisationen, die von der Thematik des Jüngsten Gerichts inspiriert waren. Der größere Teil seiner Orgelkompositionen entstand in der Zeit vor 1789. Im neuen Jahrhundert entstanden zwei Gruppen von Orgelwerken: die Nouvelle Suite de pièces d’orgue (1810) und sein Annuaire de l’organiste (1819); letzteres umfangreiche Werk enthält vier Messen, Magnificat-Sätze und ein groß angelegtes Te Deum in 16 Versetten. Das Te Deum ist ein Bravourstück der Orgelwerke seiner Zeit mit seinen neuartigen Effekten, zum Beispiel clusterartigen Klängen. Grundsätzlich sind Lasceux’ Orgelwerke der klassischen Tradition verpflichtet (Plain-chant, Duo, Récit de flûtes ou de hautbois, Grands jeux etc.), belegen jedoch auch die Orgelmusikpraxis des ausgehenden 18. und beginnenden 19. Jahrhunderts (Chasse, Symphonie concertante usw.). Wenn auch seine Kompositionen nicht so erfindungsreich sind wie die von Jean-Jacques Beauvarlet-Charpentier (1734–1794) und nicht so kunstvoll wie die von Nicolas Séjan (1745–1819), besitzt seine Orgelmusik mit ihrer farbigen und lebendigen Klanggestaltung viel Anziehungskraft und Schwung.
Besondere Bedeutung hat Lasceux’ Lehrwerk Essai théorique et pratique sur l’art de l’orgue aus dem Jahr 1809. Es gilt als wertvolles Zeugnis für die Entwicklung der französischen Orgelmusik seiner Zeit und lässt mehr den Endpunkt und Abschluss der Epoche der Orgue français classique erkennen (welche etwa vom Jahr 1640 bis 1800 dauerte), als eine Öffnung zu der sich ankündigenden Romantik: der Autor gibt hier seine Enttäuschung über eine im Untergang begriffene Kunstform Ausdruck. In den praktischen Ausführungen des Lehrwerks zeigt er mit vielen Details und zahlreichen Beispielen die Tätigkeit eines Organisten. Im Gegensatz zu den deutschen Orgelkomponisten, bei denen das musikalische Interesse mehr der formalen und thematischen Analyse gilt, ist Lasceux’ Interesse zusammen mit dem der anderen französischen Orgelkomponisten mehr auf die klangliche Wirkung gerichtet, wie sie sich auf den Orgeln von Clicquot, Isnard und Dom Bédos de Celles unter den Händen eines Interpreten entfaltet. Wenn auch vereinzelt moderne Sachverhalte dargestellt sind (z. B. die Abbildung eines viermanualigen Spieltischs mit deutschem Pedal) und anspruchsvollere Stücke enthalten sind (z. B. ein Quinque, welches so gekonnt aufgebaut ist, dass Fachkreise Lasceux’ Autorschaft anzweifeln), überwiegt in diesem Lehrwerk eher die prinzipiell rückwärts gewandte Tendenz.

## Werke (Auswahl)
- Bühnenwerke
  - Les époux réconciliés, lyrische Komödie in einem Akt (1789?)
- Geistliche Vokalmusik
  - Messe für Chor und Orchester (1804)
  - Deux Motets au Saint Sacrement für drei gleiche Stimmen und Orgel (posthum, erschienen Charleville 1836)
- Weltliche Vokalmusik
  - einzeln veröffentlichte Romances, unter anderen Hommage à l’amour (1767), Absence et retour, Les adieux de la violette
  - Ariettes et petits airs für Singstimme und Cembalo oder Pianoforte oder Harfe (etwa 1775)
- Instrumentalmusik
  - Kammermusik
    - zwölf Sonaten für Cembalo und Pianoforte und Violine ad libitum in zwei Heften (1768, 1772)
    - Quartett für Cembalo oder Pianoforte, zwei Violinen und Baß op. 4 (1775)

  - Orgelmusik
    - Journal de pièces d’orgue; enthält Messen, Magnificat und Noëls (1772)
    - Nouveau Journal de pièces d’orgue contenant des messes, Magnificat et Noëls à l’usage des paroisses et Communautés religieuses (etwa 1782 bis 1784), darin enthalten eine Messe des Grands solemnels mit einem Offertoire als Symphonie concertante sowie ein Magnificat F-Dur mit einer Chasse C-Dur
    - Nouvelle Suite de pièces d’orgue (1810); enthält a) eine Messe des annuels et grands solemnels, b) Hymnes, proses et répons de la Fête-Dieu und c) eine Messe des solemnels mineurs (verloren gegangen)
    - Annuaire de l’organiste (1819), enthaltend vier Messen, Magnificat-Sätze und ein Te Deum
    - Douze Fugues (1820)

  - Werke für Cembalo oder Pianoforte
    - Pot-pourri d’airs connus für Cembalo op. 9 (1783)
    - zahlreiche veröffentlichte Bearbeitungen für Tasteninstrument von Ouvertüren und Arien aus Bühnenwerken anderer Komponisten (unter anderem Ouvertures, ariettes et petits airs für Klavier oder Harfe und Violine ad libitum, zehn Hefte, 1781 bis 1783), manche davon in Anthologien des 18. Jahrhunderts enthalten
- Unterrichtswerk
  - Essai théorique et pratique sur l’art de l’orgue – partie littéraire de Monsieur Traversier, amateur d’orgue, membre de la Société Académique des Enfants d’Apollon (1809); enthält 26 musikalische Beispiele aller Gattungen von Orgelmusik mit den jeweiligen Registrierungen